# Afrixalus fulvovittatus
Afrixalus fulvovittatus är en groddjursart som först beskrevs av Cope 1861.  Afrixalus fulvovittatus ingår i släktet Afrixalus och familjen gräsgrodor. IUCN kategoriserar arten globalt som livskraftig. Inga underarter finns listade i Catalogue of Life.